# Reigns: Her Majesty
Reigns: Her Majesty — стратегическая видеоигра, разработанная Nerial и изданная Devolver Digital. Она является продолжением игры Reigns (2016). Действия происходят в вымышленном мире эпохи Возрождения. Игрок берёт на себя роль королевы, который должна принимать или отвергать предложения советников. Reigns: Her Majesty была выпущена на Android, iOS, Linux, macOS и Microsoft Windows в декабре 2017 года. Игра и её предшественница вышли на Nintendo Switch в составе сборника под названием Reigns: Kings & Queens в сентябре 2018 года.
Третья часть серии Reigns, Reigns: Game of Thrones, была выпущена в октябре 2018 года.

## Игровой процесс
Игровой процесс такой же, как и в Reigns, но вместо того, чтобы играть за средневекового короля, игрок берёт на себя роль королевы эпохи Возрождения. Геймплей также сводится к тому, чтобы проводит пальцем влево или вправо по карточке с изображением советника для принятия или отклонения его предложения. Каждое решение будет иметь последствия, изменяя баланс между четырьмя столпами общества: церковью, народом, военными и казной. Правление королевы заканчивается, когда один из четырех показателей становится слишком высоким или низким. Игра продолжится за своего наследника. В Reigns: Her Majesty от 1200 до 1300 уникальных карт, по сравнению с 800 в оригинальной игре.
В ходе игры происходят различные события, они могут оказывать разовое или повторяющееся воздействие на, например, вызывать смерть следующего советника, если его предложение будет отклонено.
Новый элемент игрового процесса в Reigns: Her Majesty — предметы. Игрок может собирать их на протяжении всей игры и использовать в определённых ситуациях.

## Отзывы
| Сводный рейтинг    | Сводный рейтинг        |
| Агрегатор          | Оценка                 |
| ------------------ | ---------------------- |
| GameRankings       | 78,70 %                |
| Metacritic         | PC: 81/100 iOS: 81/100 |
| Иноязычные издания |                        |
| Издание            | Оценка                 |
| PC Gamer (US)      | 82 %                   |
| Hardcore Gamer     | [ 10 ]                 |
| Gaming Nexus       | 8/10                   |
| GameSpace          | 8/10                   |
| TheSixthAxis       | 9/10                   |
| TouchArcade        | iOS:                   |

Игра была описана как «умное и удивительное» продолжение с «весёлой и минималистичной» механикой, а также «увлекательной историей». Критики также отметили, что она страдает от повторения. Reigns: Her Majesty сравнивают с такими сервисами, как Tinder, потому что игрок принимает решения, проводя пальцем влево или вправо.
В The Verge посчитали, что игра позволяет экспериментировать: «Majesty проделывает замечательную работу, делая каждую жизнь уникальной и предоставляя вам достаточно информации, чтобы вы чувствовали, что хоть немного контролируете свою судьбу». Издание Kotaku высоко оценил подход игры к сексизму, заявив: «Her Majesty — это не одна из тех историй о женщинах, которые призваны расширять их права. Это скорее весёлый друг, смеющийся вместе с вами над всеми раздражающими мелочами». Редакции Game Informer не понравился игровой процесс, она написала: «У игры есть пара интересных моментов, но в основном она следует формуле первой части и не может превратиться во что-то особенное».

### Награды и номинации
| Год  | Награда                           | Категория                             | Результат | Примечания    |
| ---- | --------------------------------- | ------------------------------------- | --------- | ------------- |
| 2018 | Game Developers Choice Awards     | Лучшая мобильная игра                 | Номинация | [ 17 ]        |
| 2018 | 14th British Academy Games Awards | Британская игра                       | Номинация | [ 18 ]        |
| 2018 | Develop Awards                    | Сценарий или повествовательный дизайн | Номинация | [ 19 ]        |
| 2018 | Golden Joystick Awards            | Лучшее повествование                  | Номинация | [ 20 ] [ 21 ] |
| 2018 | Golden Joystick Awards            | Мобильная игра года                   | Номинация | [ 20 ] [ 21 ] |
| 2019 | Writers’ Guild of Great Britain   | Лучший сценарий в видеоиграх          | Победа    | [ 22 ] [ 23 ] |